# Borghetto San Nicolò
Borghetto San Nicolò è oggi una frazione del comune di Bordighera, in provincia di Imperia. Fino al 1928 fu comune autonomo.

## Geografia fisica
Borghetto è ubicato in destra idrografica del torrente Borghetto (a est del paese). Il centro dell'abitato si trova a 90 metri sul livello del mare.

## Origini del nome

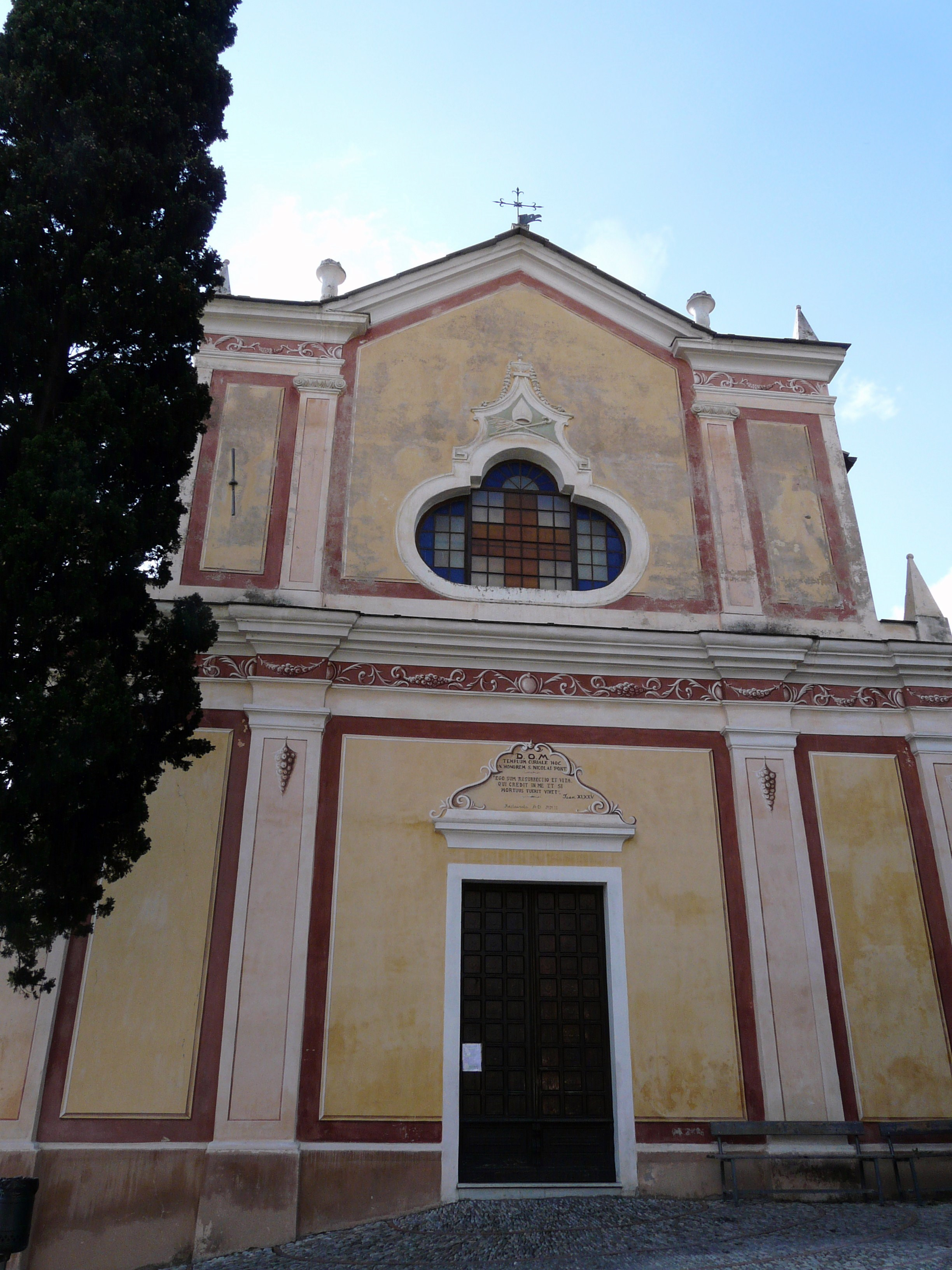
La parrocchiale.

Borghetto significa piccolo borgo ed è di origine tardo-medioevale, mentre San Nicolò fa riferimento al santo patrono del paese e fu aggiunto al nome del comune nel 1861, a seguito della costituzione del Regno d'Italia, per distinguerlo da altri comuni di nome simile.

## Storia

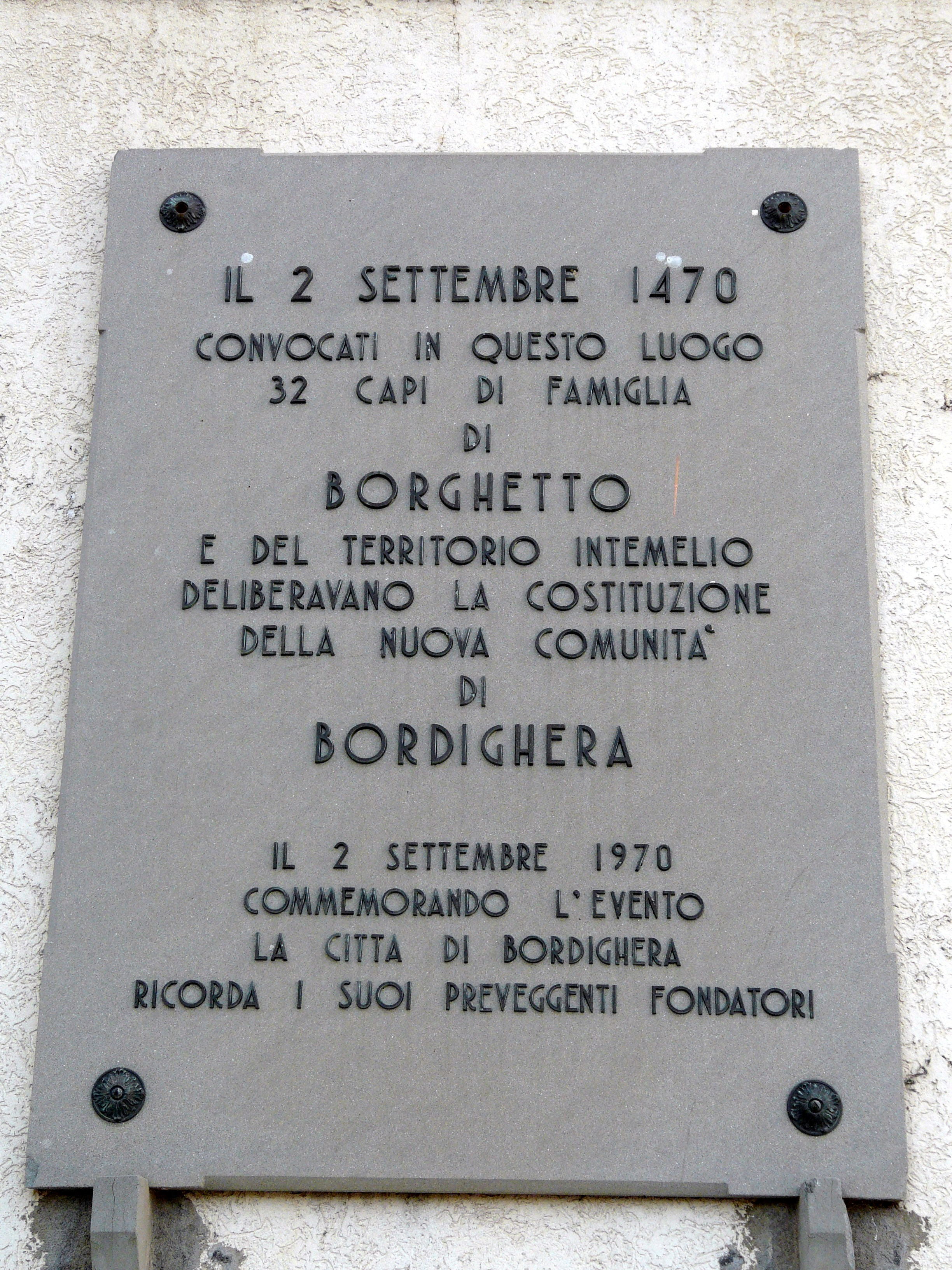
La lapide per la fondazione di Bordighera

Il paese di Borghetto è piuttosto antico la sua origine è probabilmente legata a tribù liguri che praticavano la caccia e la pastorizia nella vallata che ospita il paese. Dopo il periodo di instabilità seguito alla caduta dell'Impero Romano ai tempi dell'impero Carolingio Borghetto fu assegnato al Comitato di Ventimiglia, del quale seguì le sorti fino al XIII secolo.
Il 2 settembre 1470 a Borghetto si riunirono presso la chiesa parrocchiale le famiglie che fondarono Bordighera, molte delle quali erano appunto originarie di Borghetto San Nicolò. L'avvenimento è oggi ricordato da una lapide posta nel 1970 sulla facciata della chiesa parrocchiale, nel cinquecentenario dell'avvenimento. Vicino alla parrocchiale è presente un oratorio tardo barocco, posto sotto il livello stradale, intitolato all'Annunziata.
Nel 1686 Borghetto si distinse, così come altri villaggi e borghi vicini, per la ribellione contro Ventimiglia che portò alla costituzione della "Magnifica Comunità degli Otto Luoghi" (formata dai nuclei di Bordighera, Borghetto San Nicolò, Sasso, Vallebona, Camporosso, Vallecrosia, San Biagio e Soldano).
Il 4 aprile 1928 il comune di Borghetto San Nicolò venne soppresso e fu inglobato dall'attuale capoluogo assieme a Sasso.